# Faro de Anyer
El Faro de Anyer es un faro de hierro fundido en Anyer, una ciudad en el oeste de la isla de Java, Indonesia. El faro fue construido en 1885 para reemplazar un faro anterior, cuyos cimientos son aún visibles, y que fue destruido por un tsunami causado por la erupción del Krakatoa en 1883. El faro fue donado por el gobierno de Guillermo III de los Países Bajos. El faro tiene una inscripción " Bajo el reinado de Su Majestad el Rey Guillermo III de los Países Bajos (...) Establecido para reemplazar la torre de luz de piedra de 1880 destruida por el desastre Krakatau. 1885.".